# ロナルド・カーク
ロナルド・カーク（英語：Ronald Kirk、1954年6月27日 - ）は、アメリカ合衆国の政治家。ダラス市長、第16代通商代表を歴任した。

## 生い立ち
1954年6月27日にテキサス州オースティンにおいて誕生した。1972年にテキサス州ヒューストンのジョン・H・レーガン高校を卒業し、1976年にオースティン大学で政治学の学士号を取得した。そしてテキサス大学法科大学院で学んで1979年に法務博士号を取得し、テキサス州で弁護士として認可を受け、1979年から1981年まで弁護士業を営んだ。

## 初期の経歴
カークが最初に政治に関与したのは、18歳の時であった。カークは1972年アメリカ合衆国大統領選挙において、民主党候補ジョージ・マクガヴァンの選挙ボランティアとなった。カークは高い評価を受け、ダラス地区の選挙本部での活動を任された。カークはアン・リチャーズ、ビル・クリントン、ヒラリー・ローダムらとともにダラス地区での選挙運動に参加した。
1981年にテキサス州選出上院議員ロイド・ベンツェンの事務所に入った。1983年にテキサス州に帰郷して州議会でロビー活動を行ってダラス市検事を務め、その後は法律事務所の経営を行った。
1994年にテキサス州のアン・リチャーズ州知事の下で州務長官を務めた。

## ダラス市長

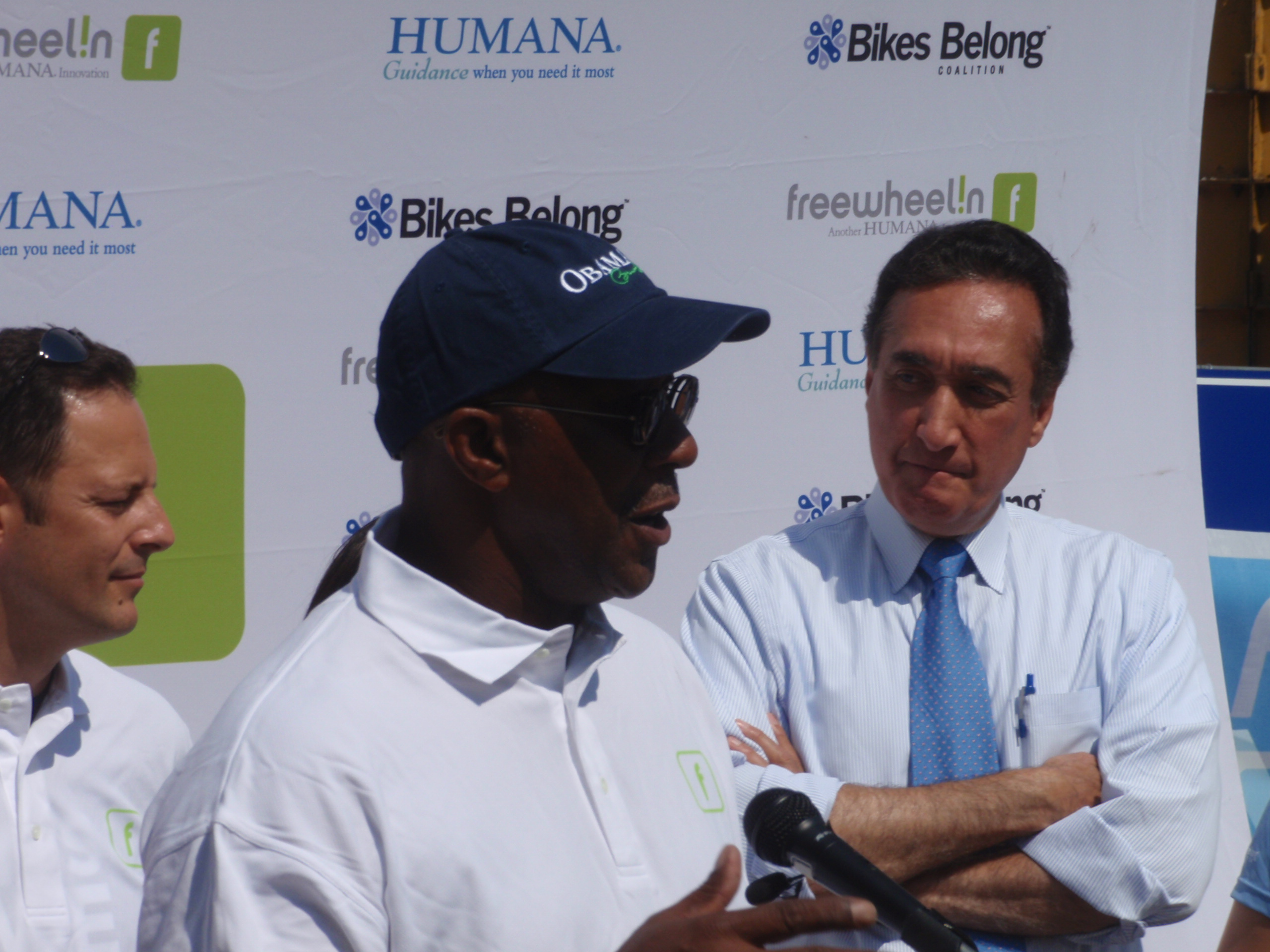
ロン・カーク

1994年にダラス市長に立候補した。カークはダラスのビジネス界やアフリカ系アメリカ人コミュニティの有力者から支持を集め、得票率62パーセントで勝利した。
1995年からダラス市長として歴史的に対立を続けてきた市議会と市教育委員会とを協調させることを試み、どうにか対立を収めることに成功して調停者としての評判を獲得した。「ダラス計画」と呼ばれる25ヵ年の都市改造計画を提起し、この計画においてダラスはトリニティ川流域のおよそ4050ヘクタールを自然公園として再開発する公共事業「トリニティ川プロジェクト」を打ち出し、議論を引き起こした。ダラスは2億4600万ドルをかけて公園ネットワークを構築することを求め、トリニティ川の氾濫原に高速道路を建設するよう働きかけた。またダラスは屋内競技施設アメリカン・エアラインズ・センターの建設を推進し、2001年の竣工まで工事経過を見守った。
1999年のダラス市長選挙において、得票率74パーセントという地滑り的勝利で再選した。2001年に連邦上院議員への立候補を表明し、2002年の2月20日にダラス市長を辞任した。2002年の連邦上院議員選挙で共和党所属のテキサス州のジョン・コーニン検事総長及びリバタリアン党所属のスコット・ジェイムソンと争った。この選挙は共和党のコーニンが得票率55パーセントで勝利を収め、得票率43パーセントで敗れた。

## 市長退任後
2002年の上院議員選挙に敗れた後はダラスで弁護士業に復帰した。カークはダラス市内の法律事務所であるガーディア・ウェイン・スーウェルに所属した。その後は2005年からヒューストンの法律事務所であるヴィンソン・アンド・エルキンズに経営パートナーとして加わった。2007年に電力会社であるエナジー・フューチャー・ホールディングスで有給ロビイストとして雇われた。

## 通商代表

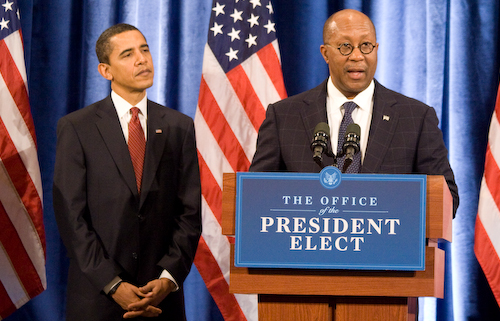
通商代表の指名を受けて会見するカーク

2009年に大統領に就任したバラク・オバマ政権より通商代表に任命された。
2013年に通商代表を退任した。